# Крот, Юрий Михайлович
Юрий Михайлович Крот (бел. Юрый Міхайлавіч Крот; род. 28 мая 1968, Слуцк) — белорусский футболист и тренер.

## Клубная карьера
Воспитанник слуцкой ДЮСШ, первый тренер — Александр Камяк.
Начинал карьеру в составе новополоцкой «Двины», позже играл за солигорский «Шахтёр».
В начале 1990-х выступал за клубы Польши и Словакии.
Закончил карьеру в 2000 году в составе микашевичского «Гранита».

## Тренерская карьера
После окончания карьеру стал работать тренером дубля солигорского «Шахтера». В 2005 году возглавил клуб «Слуцксахар», который в то время выступал в чемпионате Минской области. За девять лет прошёл с слуцким клубом путь от любительской команды до клуба Высшей лиги.
В 2014 году вместе со «Слуцком» дебютировал в элитном дивизионе. Почти сразу получил известность своей экспрессивной речью на послематчевой пресс-конференции. Позже также за экспрессивные действия неоднократно удалялся с технической зоны во время матчей. В результате, «Слуцк» занял 9-е место из 12, сумев закрепиться в Высшей лиге.
Сезон 2015 получился для «Слуцка» неудачным, команда быстро оказалась в зоне вылета. Как результат, в августе 2015 года Юрий Крот покинул пост главного тренера слуцкого клуба.
Имеет тренерскую лицензию категории A.
В августе 2019 года возглавил команду Второй лиги «Виктория» из Марьиной Горки, оставался на посту до конца сезона.

## Достижения

### Как игрок
- Бронзовый призёр чемпионата БССР: 1989
- Серебряный призёр чемпионата БССР: 1990

### Как тренер
- Чемпион Первой лиги: 2013